# Sumitomo Warehouse
The Sumitomo Warehouse Co., Ltd. — японская транспортная компания. Входит в кэйрэцу Sumitomo.

## История
Основание компании относится к 1899 году, когда были открыты штаб-квартира в Осаке и филиал в Кобе.
В 1919 году открывается представительство в Токио.
В 1921 году бизнес выделяется в отдельное подразделение в рамках Sumitomo Limited Partnership Corporation, а в 1923 году — в отдельное юридическое лицо The Sumitomo Warehouse Co., Ltd.
В 1949 году филиал компании открывается в Иокогаме. 
В 1950 году Sumitomo Warehouse проходит процедуру листинга на Токийской и Осакской фондовых биржах.
В 1970 году открыт филиал в Нагое. 
С 1972 года компания начинает международный бизнес с открытия офиса в Сан-Франциско.
В 1974 году компания строит бизнес-центр в Осаке и начинает бизнес по лизингу недвижимости. 
В 1982 году в Германии основана компания Sumitomo Warehouse (Europe) GmbH, на 100% принадлежащая Sumitomo Warehouse.
С 1992 года компания начинает международные авиаперевозки грузов.
В 2000-х тысячных компания активно развивает бизнес в Китае.

## Компания сегодня
На сегодняшний день компания занимается морскими, авиационными перевозками, предоставлением услуг по складированию грузов и их таможенному оформлению, а также торговлей и лизингом недвижимости.